# Backyardigans Mission to Mars
Backyardigans Mission to Mars is een stalen achtbaan in Movie Park Germany. De attractie is onderdeel van Nickland en is gethematiseerd naar de serie The Backyardigans.

## Geschiedenis
Bij de opening in 1996 heette deze achtbaan Coyote's und Roadrunner's Achterbahn en was deze gethematiseerd naar Road Runner en Wile E. Coyote. Na de verkoop van het park aan StarParks eind 2004 werd deze attractie omgedoopt tot Rocket Rider Rollercoaster. Later, toen in 2007 het themagebied Nickland werd geopend, werd de naam veranderd naar Mission to Mars.
Lijst van attracties in Movie Park Germany · Police Academy Stunt Show · afbeeldingen
Huidige attracties: Avatar Air Glider ·
Backyardigans Mission to Mars · The Bandit · Bermuda Triangle - Alien Encounter · Crazy Surfer · Dora's Big River Adventure · Fairy World Spin ·
Ghost Chasers · Jimmy Neutron's Atomic Flyer · MP Xpress · Excalibur - Secrets of the Dark Forest · NYC Transformer · Roxy · Side Kick · SpongeBob Splash Bash · Star Trek: Operation Enterprise · The High Fall · The Lost Temple · Time Riders · Van Helsing's Factory
Voormalige attracties: Batman Adventure · Cop Car Chase · Danny Phantom Ghost Zone · Gremlins Invasion · Ice Age Adventure · Josie's Bath House · Looney Tunes Adventure · Studio Tour · Unendliche Geschichte · Mystery River
Themagebieden: Federation Plaza · Hollywood Street Set · Nickland · Santa Monica Pier · Streets of New York · The Old West